# Natação nos Jogos Sul-Americanos de 2010
As competições de natação nos Jogos Sul-Americanos de 2010 ocorreram entre 23 e 29 de março no Complejo Acuático de Medellín (piscina) e na Represa de Guatapé (maratona aquática). Quarenta e quatro eventos foram disputados.

## Calendário
| Março   | 17 | 18 | 19 | 20 | 21 | 22 | 23 | 24 | 25 | 26 | 27 | 28 | 29 | 30 | T  |
| ------- | -- | -- | -- | -- | -- | -- | -- | -- | -- | -- | -- | -- | -- | -- | -- |
| Natação |    |    |    |    |    |    | 2  |    | 2  | 10 | 10 | 10 | 10 |    | 44 |

## Medalhistas
Masculino
| Evento                    | Ouro                                                                         | Prata                                                                      | Bronze                                                                                                 |
| 50m livre                 | Crox Acuña VEN Venezuela                                                     | Nicolas Oliveira BRA Brasil                                                | Federico Grabich ARG Argentina                                                                         |
| 100m livre                | Crox Acuña VEN Venezuela                                                     | Nicolas Oliveira BRA Brasil Benjamin Hockin PAR Paraguai                   | Nenhuma                                                                                                |
| 200m livre                | Federico Grabich ARG Argentina                                               | Benjamin Hockin PAR Paraguai                                               | Nicolas Oliveira BRA Brasil                                                                            |
| 400m livre                | Alejandro Gómez VEN Venezuela                                                | Lucas Kanieski BRA Brasil                                                  | Julio Galofre Montes COL Colômbia                                                                      |
| 800m livre                | Lucas Kanieski BRA Brasil                                                    | Luis Arapiraca BRA Brasil                                                  | Alejandro Gómez VEN Venezuela                                                                          |
| 1500m livre               | Luis Arapiraca BRA Brasil                                                    | Lucas Kanieski BRA Brasil                                                  | Alejandro Gómez VEN Venezuela                                                                          |
| 50m peito                 | Felipe França BRA Brasil                                                     | João Gomes BRA Brasil                                                      | Martín Melconian URU Uruguai                                                                           |
| 100m peito                | Felipe França BRA Brasil                                                     | Jorge Murillo Valdez COL Colômbia                                          | João Gomes BRA Brasil                                                                                  |
| 200m peito                | Thiago Pereira BRA Brasil                                                    | Jorge Murillo Valdez COL Colômbia                                          | Rodrigo Frutos ARG Argentina                                                                           |
| 50m costas                | Guilherme Guido BRA Brasil                                                   | Federico Grabich ARG Argentina                                             | Daniel Orzechowski BRA Brasil                                                                          |
| 100m costas               | Guilherme Guido BRA Brasil                                                   | Federico Grabich ARG Argentina                                             | Albert Subirats VEN Venezuela                                                                          |
| 200m costas               | Leonardo de Deus BRA Brasil                                                  | Thiago Pereira BRA Brasil                                                  | Juan López Nieto COL Colômbia                                                                          |
| 50m borboleta             | Albert Subirats VEN Venezuela                                                | Gláuber Silva BRA Brasil                                                   | Benjamin Hockin PAR Paraguai                                                                           |
| 100m borboleta            | Albert Subirats VEN Venezuela                                                | Benjamin Hockin PAR Paraguai                                               | Gustavo Paschetta ARG Argentina                                                                        |
| 200m borboleta            | Leonardo de Deus BRA Brasil                                                  | Andrés Montoya Torres COL Colômbia                                         | Andrés José González ARG Argentina                                                                     |
| 200m medley               | Thiago Pereira BRA Brasil                                                    | Leopoldo Andara VEN Venezuela                                              | Diego Bonilla Orozco COL Colômbia                                                                      |
| 400m medley               | Thiago Pereira BRA Brasil                                                    | Esteban Enderica ECU Equador                                               | Cristhian Orjuela COL Colômbia                                                                         |
| Revezamento 4x100m livre  | Albert Subirats Christian Quintero Daniele Tirabasi Crox Acuña VEN Venezuela | Nicolas Oliveira Guilherme Roth Rodrigo Castro Thiago Pereira BRA Brasil   | Juan Manuel Cambindo Daniel Cuellar Valencia Julio Galofre Montes Marco González Guerrero COL Colômbia |
| Revezamento 4x200m livre  | Daniele Tirabasi Crox Acuña Alejandro Gómez Christian Quintero VEN Venezuela | Thiago Pereira Guilherme Roth Leonardo de Deus Nicolas Oliveira BRA Brasil | Javier Molina Mateo de Angulo Juan David Pérez Julio Galofre Montes COL Colômbia                       |
| Revezamento 4x100m medley | Guilherme Guido Felipe França Gabriel Mangabeira Nicolas Oliveira BRA Brasil | Luis Rojas Leopoldo Andara Albert Subirats Crox Acuña VEN Venezuela        | Juan David Pérez Jorge Murillo Valdez Juan López Nieto Julio Galofre Montes COL Colômbia               |
| Maratona 5km              | Iván Ochoa ECU Equador                                                       | Allan do Carmo BRA Brasil                                                  | Damián Blaum ARG Argentina Erwin Maldonado VEN Venezuela                                               |
| Maratona 10km             | Iván Ochoa ECU Equador                                                       | Erwin Maldonado VEN Venezuela                                              | Damián Blaum ARG Argentina                                                                             |

Feminino
| Evento                    | Ouro                                                                             | Prata                                                                                  | Bronze                                                                       |
| 50m livre                 | Flávia Delaroli BRA Brasil                                                       | Arlene Semeco VEN Venezuela                                                            | Daynara de Paula BRA Brasil                                                  |
| 100m livre                | Arlene Semeco VEN Venezuela                                                      | Tatiana Barbosa BRA Brasil                                                             | Nadia Colovini ARG Argentina                                                 |
| 200m livre                | Cecilia Biagioli ARG Argentina                                                   | Tatiana Barbosa BRA Brasil                                                             | Yanel Pinto VEN Venezuela                                                    |
| 400m livre                | Joanna Maranhão BRA Brasil                                                       | Kristel Köbrich CHI Chile                                                              | Cecilia Biagioli ARG Argentina                                               |
| 800m livre                | Andreina Pinto VEN Venezuela                                                     | Kristel Köbrich CHI Chile                                                              | Joanna Maranhão BRA Brasil                                                   |
| 1500m livre               | Kristel Köbrich CHI Chile                                                        | Andreina Pinto VEN Venezuela                                                           | Yanel Pinto VEN Venezuela                                                    |
| 50m peito                 | Ana Carvalho BRA Brasil                                                          | Alessandra Marchioro BRA Brasil                                                        | Agustina de Giovanni ARG Argentina                                           |
| 100m peito                | Agustina de Giovanni ARG Argentina                                               | Tatiane Sakemi BRA Brasil                                                              | Carolina Mussi BRA Brasil                                                    |
| 200m peito                | Carolina Mussi BRA Brasil                                                        | Tatiane Sakemi BRA Brasil                                                              | Mijal Asis ARG Argentina                                                     |
| 50m costas                | Fabíola Molina BRA Brasil                                                        | Andreina Pinto VEN Venezuela                                                           | Carolina Colorado COL Colômbia                                               |
| 100m costas               | Fabíola Molina BRA Brasil                                                        | Carolina Colorado COL Colômbia                                                         | Andreina Pinto VEN Venezuela                                                 |
| 200m costas               | Fernanda Alvarenga BRA Brasil                                                    | Isabella Arcila Hurtado COL Colômbia                                                   | Georgina Bardach ARG Argentina                                               |
| 50m borboleta             | Daynara de Paula BRA Brasil                                                      | Daniele Jesus BRA Brasil                                                               | Andreina Pinto VEN Venezuela                                                 |
| 100m borboleta            | Daynara de Paula BRA Brasil                                                      | Carolina Colorado COL Colômbia                                                         | Daiene Dias BRA Brasil                                                       |
| 200m borboleta            | Joanna Maranhão BRA Brasil                                                       | Andreina Pinto VEN Venezuela                                                           | Georgina Bardach ARG Argentina                                               |
| 200m medley               | Joanna Maranhão BRA Brasil                                                       | Georgina Bardach ARG Argentina                                                         | Erika Stewardt COL Colômbia                                                  |
| 400m medley               | Joanna Maranhão BRA Brasil                                                       | Larissa Cieslak BRA Brasil                                                             | Samantha Arévalo ECU Equador                                                 |
| Revezamento 4x100m livre  | Daynara de Paula Flávia Delaroli Alessandra Marchioro Tatiana Barbosa BRA Brasil | Manuela Morano Cecilia Biagioli Aixa Jazmin Triay Nadia Colovini ARG Argentina         | Andreina Pinto Ximena Vilar Yanel Pinto Arlene Semeco VEN Venezuela          |
| Revezamento 4x200m livre  | Tatiana Barbosa Daynara de Paula Sarah Corrêa Joanna Maranhão BRA Brasil         | Nadia Colovini Georgina Bardach Virginia Bardach Cecilia Biagioli ARG Argentina        | Yanel Pinto Elimar Barrios Darneyis Orozco Andreina Pinto VEN Venezuela      |
| Revezamento 4x100m medley | Fabíola Molina Tatiane Sakemi Daynara de Paula Tatiana Barbosa BRA Brasil        | Cecilia Bertoncello Agustina de Giovanni Georgina Bardach Nadia Colovini ARG Argentina | Carolina Colorado Monica Rincón María Clara Sosa Erika Stewardt COL Colômbia |
| Maratona 5km              | Ana Marcela Cunha BRA Brasil Andreina Pinto VEN Venezuela                        | Nenhuma                                                                                | Nataly Calle ECU Equador                                                     |
| Maratona 10km             | Andreina Pinto VEN Venezuela                                                     | Ana Marcela Cunha BRA Brasil                                                           | Antonella Bogarín ARG Argentina                                              |

## Quadro de medalhas
| Ordem | País      | Medalha de ouro | Medalha de prata | Medalha de bronze | Total |
| ----- | --------- | --------------- | ---------------- | ----------------- | ----- |
| 1     | Brasil    | 28              | 19               | 7                 | 54    |
| 2     | Venezuela | 11              | 7                | 10                | 28    |
| 3     | Argentina | 3               | 6                | 13                | 22    |
| 4     | Equador   | 2               | 1                | 2                 | 5     |
| 5     | Chile     | 1               | 2                |                   | 3     |
| 6     | Colômbia  |                 | 6                | 10                | 16    |
| 7     | Paraguai  |                 | 3                | 1                 | 4     |
| 8     | Uruguai   |                 |                  | 1                 | 1     |
| TOTAL | TOTAL     | 45              | 44               | 44                | 133   |